# Giosuè Bonomi
Giosuè Bonomi (Gazzaniga, 21 ottobre 1978) è un ex ciclista su strada italiano.
Professionista dal 2000 al 2007, partecipò a due edizioni della Vuelta a España.

## Carriera
Buon velocista, passò professionista nel 2000 come tirocinante. Nella sua carriera svolse mansioni di gregariato, venendo sovente utilizzato per "tirare le volate" ai propri capitani.
Non ottenne alcuna vittoria, anche se si segnalò per numerosi piazzamenti, salendo sul podio nella Coppa Bernocchi (un secondo ed un terzo posto) e in tappe della Corsa della Pace, del Brixia Tour, del Regio-Tour, del Giro d'Austria e della Volta ao Alentejo. Da segnalare anche il quinto posto nella terza tappa della Vuelta a España 2005.

## Piazzamenti

### Grandi Giri
- Vuelta a España

2004: ritirato
2005: ritirato